# 오자키 고요
오자키 고요(일본어: 尾崎 紅葉, 1868년 1월 10일 에도 ~ 1903년 10월 30일 도쿄부)는 일본 메이지 시대의 소설가로 본명은 오자키 도쿠타로(일본어: 尾崎 徳太郎)이다.
도쿄 대학 예비문(予備門) 재학 중이던 1885년 야마다 비묘(山田美妙), 이시바시 시안(石橋思案) 등과 함께 겐유샤(硯友社)를 결성하여 잡지 〈가라쿠타분코(我楽多文庫)〉를 발간했다. 1889년 〈니닌비쿠니이로잔게〉(二人比丘尼色懺悔, 두 여승의 참회)로 문단에 등장하여 많은 작품을 발표하였고, 성격 묘사와 심리 묘사에 새로운 경지를 개척한 〈다조타콘〉(多情多恨)을 발표했다. 이것이 그의 대표작이며, 일본 근대문학의 명작 중 하나이다. 그 후 1897년부터 일대의 역작 〈곤지키야샤〉(金色夜叉)의 집필에 몰두하였으나 완성을 못 본 채 1903년 10월에 사망하였다.

## 저서
- 두 여승의 참회 二人比丘尼色懺悔 (1889)
- 침향 목침 伽羅枕 (1890)
- 다정다한 多情多恨 (1896)
- 곤지키야샤(金色夜叉, 1897~1902): 오자키 고요의 장편소설. 작가의 죽음으로 미완성으로 끝난 작품으로 메이지의 소설 중 가장 독자를 많이 얻은 작품이며 연극·영화로서도 만들어졌다. 1913년 한국의 소설가 조중환에 의해서 <장한몽(長恨夢)>으로 번안되기도 했다.
- 마음의 어둠 心の闇 (1903)

## 같이 보기
- 일본 문학